# Дуб п'ятистовбурний
Дуб п'ятистовбурний — вікове дерево, ботанічна пам'ятка природи місцевого значення в Україні. Зростає поблизу смт Золотий Потік Бучацького району Тернопільської області, в кварталі 56, виділі 18 Золото-Потіцького лісництва ДП «Бучацьке лісове господарство», в межах урочища «Порохова».
Площа — 0,05 га. Оголошений об'єктом природно-заповідного фонду рішенням Тернопільської обласної ради від 25 квітня 1996 року № 90. Перебуває у віданні державного лісогосподарського об'єднання «Тернопільліс». 
Під охороною — дуб черещатий із 5-ма стовбурами, що зрослися. Віком дерева понад 100 років, діаметром кожного стовбура 38, 38, 38, 44, 46 см. Цінний у науково-пізнавальному та естетичному значеннях.